# プラクティス・ホワット・ユー・プリーチ
『プラクティス・ホワット・ユー・プリーチ』（Practice What You Preach）は、アメリカ合衆国のヘヴィメタル・バンド、テスタメントが1989年に発表した3作目のスタジオ・アルバム。

## 解説
バンドの母国アメリカのBillboard 200では初のトップ100入りを果たし、全英アルバムチャートでは初のトップ40入りを果たした。音楽評論家のEduardo Rivadaviaはオールミュージックにおいて「彼らのパワーや攻撃性を失うことなく、メロディの広がりを見せた大きな業績」と評している。
バンドは1990年3月よりサヴァタージやニュークリア・アソルトと共に北米ツアーを行い、サンフランシスコのウォーフィールド・シアターで行われた公演では、サヴァタージのジョン・オリヴァとクリス・オリヴァをゲストに迎えてエアロスミスのカヴァー「ノーバディーズ・フォルト」を演奏した。なお、テスタメントのギタリストであるアレックス・スコルニックは、後にクリス・オリヴァの後任としてサヴァタージに加入する。

## 収録曲
全曲とも作曲・編曲はメンバー5人による。10.はインストゥルメンタル。
1. プラクティス・ホワット・ユー・プリーチ "Practice What You Preach" – 4:54
  - 作詞：チャック・ビリー、エリック・ピーターソン、アレックス・スコルニック
2. パーリアス・ネイション "Perilous Nation" – 5:50
  - 作詞：アレックス・スコルニック
3. エンヴィ・ライフ "Envy Life" – 4:16
  - 作詞：エリック・ピーターソン
4. タイム・イズ・カミング "Time Is Coming" – 5:26
  - 作詞：チャック・ビリー
5. ブレスト・イン・コンテンプト "Blessed in Contempt" – 4:12
  - 作詞：チャック・ビリー、アレックス・スコルニック、エリック・ピーターソン
6. グリーンハウス・イフェクト "Greenhouse Effect" – 4:52
  - 作詞：アレックス・スコルニック
7. シンズ・オブ・オミッション "Sins of Omission" – 5:00
  - 作詞：チャック・ビリー、エリック・ピーターソン、アレックス・スコルニック
8. バラッド "The Ballad" – 6:09
  - 作詞：アレックス・スコルニック、チャック・ビリー
9. ナイトメア "Nightmare (Coming Back to You)" – 2:20
  - 作詞：アレックス・スコルニック
10. コンフュージョン・フュージョン "Confusion Fusion" – 3:07

## 参加ミュージシャン
- チャック・ビリー - ボーカル
- エリック・ピーターソン - リズムギター、リードギター
- アレックス・スコルニック - リードギター、リズムギター
- グレッグ・クリスチャン - ベース
- ルイ・クレメンテ - ドラムス

アディショナル・ミュージシャン
- マーク・ウォルターズ - バッキング・ボーカル
- ボグダン・ジャブロンスキー - バッキング・ボーカル
- ウィリー・ラング - バッキング・ボーカル
- エリオット・カーン - バッキング・ボーカル